# Éderson José dos Santos Lourenço da Silva
Éderson José dos Santos Lourenço da Silva, noto semplicemente come Éderson (Campo Grande, 7 luglio 1999), è un calciatore brasiliano, centrocampista dell'Atalanta e della nazionale brasiliana.

## Carriera

### Gli anni in Brasile
Cresciuto nelle giovanili del Desportivo Brasil, ha esordito in prima squadra il 22 aprile 2017 in occasione del match di Campeonato Paulista Série A3 pareggiato 1-1 contro l'Inter de Limeira.
Nel mercato estivo del 2018 si è trasferito al Cruzeiro.

#### Salernitana
Il 30 gennaio 2022 viene ceduto dal Corinthians alla Salernitana, con un contratto che lo lega al club granata fino al 2026.
Il 13 febbraio fa il suo esordio in Serie A con i granata, nel pareggio, in trasferta, per 1-1 con il Genoa. Realizza la sua prima rete il 16 aprile nel successo per 1-2 in casa della Sampdoria.

#### Atalanta
Il 6 luglio 2022 viene acquistato dall'Atalanta per 21 milioni di euro. Esordisce con gli orobici il 28 agosto, nel secondo tempo della partita in casa dell'Hellas Verona, vinta per 1-0. Il 15 gennaio 2023 segna la prima rete, firmando una delle reti del netto successo per 8-2 proprio contro l'ex Salernitana. Il 21 settembre 2023, al debutto in UEFA Europa League, segna il gol del definitivo 2-0 contro i polacchi del Raków Częstochowa.
Nell'annata 2023-2024, contribuisce alla vittoria  dell'Europa League, arrivata in seguito al successo in finale sul Bayer Leverkusen. Rappresenta il primo storico trofeo europeo nella storia del club. La stagione successiva esordisce in UEFA Champions League, in Atalanta-Arsenal 0-0 del 19 settembre 2024, in cui si procura il calcio di rigore poi fallito da Mateo Retegui.

### Nazionale
Ha giocato nella nazionale brasiliana Under-20.
Esordisce con la nazionale maggiore il 9 giugno 2024 da titolare nella gara amichevole vinta per 3-2 contro il Messico.

## Statistiche

### Presenze e reti nei club
Statistiche aggiornate al 20 aprile 2025.
| Stagione        | Squadra         | Campionato      | Campionato | Campionato | Coppe nazionali | Coppe nazionali | Coppe nazionali | Coppe continentali | Coppe continentali | Coppe continentali | Altre coppe | Altre coppe | Altre coppe | Totale | Totale |
| Stagione        | Squadra         | Comp            | Pres       | Reti       | Comp            | Pres            | Reti            | Comp               | Pres               | Reti               | Comp        | Pres        | Reti        | Pres   | Reti   |
| --------------- | --------------- | --------------- | ---------- | ---------- | --------------- | --------------- | --------------- | ------------------ | ------------------ | ------------------ | ----------- | ----------- | ----------- | ------ | ------ |
| 2018            | Cruzeiro        | A               | 5          | 0          | CB              | 0               | 0               |                    | -                  | -                  |             | -           | -           | 5      | 0      |
| 2019            | Cruzeiro        | A               | 21         | 2          | CB              | 0               | 0               | CL                 | 2                  | 0                  |             | -           | -           | 23     | 2      |
| Totale Cruzeiro | Totale Cruzeiro | Totale Cruzeiro | 26         | 2          |                 | 0               | 0               |                    | 2                  | 0                  |             | -           | -           | 28     | 2      |
| 2020            | Corinthians     | A1/SP+A         | 7+16       | 3+0        | CB              | 2               | 0               | CL                 | 0                  | 0                  |             | -           | -           | 25     | 3      |
| 2021            | Fortaleza       | A1/SC+A         | 11+34      | 1+1        | CB              | 10              | 0               | CL+CS              | 0                  | 0                  |             | -           | -           | 55     | 2      |
| gen.-giu. 2022  | Salernitana     | A               | 15         | 2          | CI              | -               | -               | -                  | -                  | -                  | -           | -           | -           | 15     | 2      |
| 2022-2023       | Atalanta        | A               | 35         | 1          | CI              | 2               | 0               | -                  | -                  | -                  | -           | -           | -           | 37     | 1      |
| 2023-2024       | Atalanta        | A               | 36         | 6          | CI              | 5               | 0               | UEL                | 12                 | 1                  | -           | -           | -           | 53     | 7      |
| 2024-2025       | Atalanta        | A               | 32         | 4          | CI              | 1               | 0               | UCL                | 9                  | 1                  | SI+SU       | 1+1         | 0           | 44     | 5      |
| Totale Atalanta | Totale Atalanta | Totale Atalanta | 103        | 11         |                 | 8               | 0               |                    | 21                 | 2                  |             | 2           | 0           | 134    | 13     |
| Totale carriera | Totale carriera | Totale carriera | 212        | 20         |                 | 20              | 0               |                    | 23                 | 2                  |             | 2           | 0           | 257    | 22     |

### Cronologia presenze e reti in nazionale
| Cronologia completa delle presenze e delle reti in nazionale ― Brasile | Cronologia completa delle presenze e delle reti in nazionale ― Brasile | Cronologia completa delle presenze e delle reti in nazionale ― Brasile | Cronologia completa delle presenze e delle reti in nazionale ― Brasile | Cronologia completa delle presenze e delle reti in nazionale ― Brasile | Cronologia completa delle presenze e delle reti in nazionale ― Brasile | Cronologia completa delle presenze e delle reti in nazionale ― Brasile | Cronologia completa delle presenze e delle reti in nazionale ― Brasile |
| Data                                                                   | Città                                                                  | In casa                                                                | Risultato                                                              | Ospiti                                                                 | Competizione                                                           | Reti                                                                   | Note                                                                   |
| ---------------------------------------------------------------------- | ---------------------------------------------------------------------- | ---------------------------------------------------------------------- | ---------------------------------------------------------------------- | ---------------------------------------------------------------------- | ---------------------------------------------------------------------- | ---------------------------------------------------------------------- | ---------------------------------------------------------------------- |
| 9-6-2024                                                               | College Station                                                        | Messico                                                                | 2 – 3                                                                  | Brasile                                                                | Amichevole                                                             | -                                                                      | 84’                                                                    |
| 2-7-2024                                                               | Santa Clara                                                            | Brasile                                                                | 1 – 1                                                                  | Colombia                                                               | Coppa America 2024 - 1º turno                                          | -                                                                      | 73’                                                                    |
| 25-3-2025                                                              | Buenos Aires                                                           | Argentina                                                              | 4 – 1                                                                  | Brasile                                                                | Qual. Mondiali 2026                                                    | -                                                                      | 84’                                                                    |
| Totale                                                                 |                                                                        | Presenze                                                               | 3                                                                      |                                                                        | Reti                                                                   | 0                                                                      |                                                                        |

## Palmarès

### Club
- UEFA Europa League: 1

Atalanta: 2023-2024